# Distrikt Minden
Der Distrikt Minden war von 1807 bis 1810 Teil des Departements der Weser im französischen Vasallenstaat Königreich Westphalen und danach von 1810 bis zu seiner Auflösung 1813/14 Teil des zum Kaiserreich Frankreich gehörenden Departements der Oberen Ems. Die Unterpräfektur war Minden.

## Lage

Lage im Departement der Weser bis 1810

Der Distrikt lag im Nordosten des Kaiserreichs Frankreich, im Südosten des Departements der oberen Ems, im nördlichen Ostwestfalen, nördlich des Wiehengebirges und zum größeren Teil westlich der Weser im Mindener Land. Die größte Stadt war Minden.
Das Gebiet lag zum größten Teil im heutigen nordrhein-westfälischen Kreis Minden-Lübbecke, zu einem geringen Anteil in Niedersachsen (Gebiet um Uchte, heute Landkreis Nienburg/Weser), ab 1811 auch in einem größeren Teil (Uffeln bereits von 1807 an) im Nordwesten des heutigen Kreises Herford (etwa wie der ehemalige Kreis Bünde) und im nördlichen Kreis Gütersloh (um Werther).

## Gliederung

### 1807
Der Distrikt wurde durch Königliches Decret vom 24. Dezember 1807 eingerichtet. Er umfasste folgende Kantone:
| Distrikt | Einwohner (1807) | Kantone |
| -------- | ---------------- | --- |
| Minden   | 76.203           | Haddenhausen, Hausberge, Hille, Levern, Lübbecke, Minden, Oldendorf, Petershagen, Rahden, Reineberg, Windheim |

Im Einzelnen umfassten die Kantone die folgenden Orte:
| Kanton       | Orte |
| ------------ | --- |
| Haddenhausen | Haddenhausen mit dem Gut Haddenhausen, Oberlübbe, Unterlübbe, Köhlte, Rothenuffeln, Mennighüffen, Halstern, Obernbeck, Beck, Ulenburg, Wulferdingsen, Barkhausen, Aulhausen, Uphausen, Dützen, Hummelbeck, Bölhorst, Biemke, Dehme, Volmerdingsen, Sundern, Eidinghausen, Werste |
| Hausberge    | Hausberge, Holzhausen, Costedt, Amorkamp, Rothenhoff, Vennebeck, Möllbergen, Holtrup, Vössen, Uffeln, Nammen, Kleinenbremen, Wülpke, Lerbeck, Meißen, Neesen, Schermbeck, Todenmann, Veltheim, Eisbergen, Fülme, Lohfeld                                                         |
| Hille        | Hille, Wickriede, Dreierskrug, Südhemmern, Nordhemmern, Eickhorst, Holzhausen, Frotheim, Gehlenbeck, Eilhausen, Nettelstedt, Isenstedt |
| Levern       | Levern, Sundern, Destel, Twiehausen, Mehnen, Wehdem, Oppenwehe, Oppendorf, Westrup, Dielingen, Drohne, Haldem mit Schloss Haldem, Arrenkamp, Blumenhorst, Vehlage |
| Lübbecke     | Lübbecke, Obernfelde, Güter Renkhausen und Eikel, Alswede, Hedem, Hollwinkel, Lashorst, Hüffe, Fabbenstedt, Fiestel (mit Ellerburg und Gut Benkhausen), Blasheim, Mehnen, Stockhausen mit Gut Stockhausen                                                                        |
| Minden       | Stadt Minden |
| Oldendorf    | Oldendorf, Offelten, Engershausen, Harlinghausen, Schröttinghausen, Getmold, Holzhausen, Heddinghausen, Börninghausen, Eininghausen |
| Petershagen  | Stadt Petershagen, Eldagsen, Maaslingen, Meßlingen, Südfelde, Ovenstädt, Halle, Hävern, Friedewalde, Himmelreich, Gut Altenburg und Gut Heide, Stemmer, Schlüsselburg, Röhden, Buchholz, Kleinenleese, Großenheerse, Todtenhausen, Kutenhausen, Hartum, Hahlen                   |
| Rahden       | Rahden, Großendorf, Kleinendorf, Varl, Ströhen, Wehe, Husen, Nutteln, Langenhorst, Barl, Linteln, Hahnenkamp, Tonnenheide, Schmalge, Auburg, Neustadt, Haßlingen, Förlingen, Bockel                                                                                              |
| Reineberg    | Reineberg, Oberbauerschaft, Schnathorst, Tengern, Holsen, Bröderhausen, Hüllhorst, Ahlsen, Büttendorf, Kirchlengern, Quernheim, Stift Quernheim, Klosterbauerschaft, Rehmerloh, Gohfeld, Grimminghausen, Bischofshagen, Jöllenbeck, Depenbrock, Melbergen, Löhne, Falkendiek     |
| Windheim     | Windheim, Döhren, Seelenfeld, Ilse, Wulfhagen, Jössen, Neuenknick, Rosenhagen, Gorspen, Vahlsen, Lahde, Bierde, Quetzen, Ilserheide, Raderhorst, Heimsen mit der Meierei Hünerburg, Ilvese, Dankersen, Hasenkamp, Frille, Wietersheim, Päpinghausen, Leteln, Aminghausen         |

### 1811
Der Distrikt Minden blieb bei der Eingliederung in Frankreich größtenteils erhalten. Abgegeben wurden alle Gebiete östlich der Weser bis auf den rechts der Weser gelegenen Teil Mindens. Die Kantone Windheim und Hausberge kamen zum Distrikt Rinteln, der ab 1811 zum Departement der Leine des Königreichs Westphalen gehörte. Außerdem verloren Haddenhausen, Hille, Oldendorf und Reineberg ihre Funktion als Kantonshauptort. Ihre Gebiete wurden bestehenden Kantonen hinzugefügt oder Teil der neu hinzukommenden Kantone bzw. des neu gebildetem Kantons Quernheim.
Im Gegenzug erhielt der Distrikt den ehemals zum alten Distrikt Rinteln gehörenden Kanton Uchte sowie mehrere Kantone des Distrikt Bielefelds, die ganz oder teilweise nördlich der Werre, der Aa/Johannisbach und Schwarzbach lagen. Dazu gehörten ganz oder teilweise die Kantone Werther, Bünde, Enger. Die Einwohnerzahl des Distrikts stieg deutlich um rund 30.000. Der Distrikt war um 1811 in folgende Kantone unterteilt:
| Distrikt | Einwohner (1811) | Kantone                                                                                   |
| -------- | ---------------- | ----------------------------------------------------------------------------------------- |
| Minden   | 104.808          | Bünde, Enger, Levern, Lübbecke, Minden, Petershagen, Quernheim, Rahden, Uchte und Werther |

Im Einzelnen bestanden die Kantone im Jahre 1812 aus Orten (frz.: lieux) und Städten (frz.: ville), die in untenstehender Weise in Bürgermeistereien (frz.: Mairie) gegliedert waren. Als Kantonshauptort neu hinzu kam Mennighüffen. Insgesamt ist für 1812 eine Einwohnerzahl von 111.644 angegeben.
| Kanton       | Mairie             | Orte |
| ------------ | ------------------ | --- |
| Minden       | Minden             | Stadt Minden (alles Teile links der Weser sowie ein 1950 Meter Durchmesser zählender Halbkreis mit Mittelpunkt am rechtsseitigen Weserbrückenlager) |
| Minden       | Dützen             | Dützen, Barkhausen, Bölhorst, Häverstädt, Wedigenstein, Hummelbeck, Erbe, Aulhausen, Uphausen |
| Minden       | Bergkirchen        | Bergkirchen, Oberlübbe, Unterlübbe, Rothenuffeln, Haddenhausen, Köhlte, Ellerbusch, Biemke, Luttern, Liliensiek, Heide, Eicksen, Siebenacker, Köhlterholz, Höfen, Hilferdingsen, Elfte, Lohof, Korfskamp, Meente, Maschweg                                                       |
| Bünde        | Bünde              | Bünde, Holsen, Muckum, Ennigloh, Dünne, Ahle, Hüffen, Spradow, Werfen, Hunnebrock |
| Bünde        | Hiddenhausen       | Hiddenhausen, Eilshausen, Lippinghausen, Oetinghausen |
| Bünde        | Kirchlengern       | Kirchlengern, Südlengern, Häver, Quernheim |
| Bünde        | Rödinghausen       | Rödinghausen, Westkilver, Ostkilver, Schwenningdorf, Bieren |
| Enger        | Enger              | Enger, Besenkamp, Belke, Steinbeck, Herringhausen, Westerenger, Siele, Dreyen, Oldinghausen, Pödinghausen |
| Enger        | Herford            | Laar, Eickum, Diebrock, Stedefreund, Radewiger Feldmark, Schweicheln, Bermbeck (Die Stadt Herford wurde nicht französisch, sondern verblieb im Königreich Westphalen) |
| Enger        | Jöllenbeck         | Oberjöllenbeck, Niederjöllenbeck |
| Enger        | Schildesche        | Schildesche, Theesen, Gut Brodhagen, Brake, Vilsendorf (Von allen Orten nur die nördlich des Johannisbachs gelegenen Teile) |
| Levern       | Levern             | Levern, Sundern, Destel, Twiehausen, Mehnen |
| Levern       | Wehdem             | Wehdem, Oppenwehe, Oppendorf, Westrup |
| Levern       | Dielingen          | Dielingen, Arrenkamp, Drohne, Haldem, Blumenhorst |
| Levern       | Alswede            | Alswede, Fabbenstedt, Vehlage, Hedem mit Hollwinkel, Lashorst und Hüffe, Fiestel mit Ellerburg und Benkhausen |
| Lübbecke     | Lübbecke           | Lübbecke, Gut Obernfelde, Gut Renkhausen, Gut Eikel |
| Lübbecke     | Blasheim           | Blasheim, Mehnen, Stockhausen |
| Lübbecke     | Gehlenbeck         | Gehlenbeck, Nettelstedt, Frotheim, Isenstedt, Eilhausen |
| Lübbecke     | Holzhausen         | Holzhausen, Heddinghausen |
| Lübbecke     | Börninghausen      | Börninghausen, Eininghausen |
| Lübbecke     | Oldendorf          | Oldendorf, Engershausen, Offelten, Schröttinghausen, Harlinghausen, Getmold |
| Mennighüffen | Mennighüffen       | Mennighüffen, Beck, Obernbeck, Ulenburg, Grimminghausen |
| Mennighüffen | Eidinghausen       | Eidinghausen, Werste |
| Mennighüffen | Volmerdingsen      | Volmerdingsen |
| Mennighüffen | Dehme              | Dehme |
| Mennighüffen | Wulferdingsen      | Wulferdingsen, Wolferdingsen, Kroppeloh, Böllingshöfen, Eidinghausen, Bunte, Riege, Brink, Sundern |
| Petershagen  | Petershagen        | Petershagen, Eldagsen, Maaslingen, Meßlingen, Südfelde |
| Petershagen  | Todtenhausen       | Todtenhausen, Kutenhausen |
| Petershagen  | Ovenstädt          | Ovenstädt, Halle, Hävern, Glissen, Westenfeld, Brüninghorstedt, Bramerloh |
| Petershagen  | Friedewalde        | Friedewalde, Himmelreich, Altenburg, Heide, Stemmer, Wegholm |
| Petershagen  | Hartum             | Hartum, Hahlen, Nordhemmern, Holzhausen |
| Petershagen  | Buchholz           | Buchholz, Großenheerse, Kleinenheerse, Langern, Diethe |
| Petershagen  | Schlüsselburg      | Schlüsselburg, Vorburg Schlüsselburg, Röhden |
| Petershagen  | Hille              | Hille, Südhemmern, Eickhorst, Wickriede, Dreierskrug |
| Quernheim    | Quernheim          | Quernheim, Rehmerloh |
| Quernheim    | Oberbauerschaft    | Oberbauerschaft |
| Quernheim    | Klosterbauerschaft | Klosterbauerschaft |
| Quernheim    | Hüllhorst          | Hüllhorst, Büttendorf, Reineberg, Ahlsen |
| Quernheim    | Schnathorst        | Schnathorst, Tengern, Holsen, Bröderhausen |
| Rahden       | Rahden             | Großendorf, Kleinendorf, Ströhen, Varl, Wehe mit den Dörfern Husen, Nutteln, Langenhorst, Barl, Linteln, Hahnenkamp, Tonnenheide, Schmalge und Küthe |
| Rahden       | Auburg             | Bockel, Neustadt, Förlingen, Haßlingen |
| Rahden       | Diepenau           | Diepenau, Nordel, Bohnhorst, Brüninghorstedt, Lavelsloh, Essern und Steinbrink sowie die Weiler Bramkamp, Osterloh, Bohnhorsterhöfen, Dunkhorst, Quellhorst, Haßfelderbahlen, Hauskämpen, Haselhorn, Hoyersvörde, Schamerloh, Wienbrake, Höhe, Meßwinkel, Morlinge und Bramerloh |
| Rahden       | Warmsen            | Warmsen, Großenvörde, Kappellohe, Kleinenvörde, Brockhorn, Wohlhorst, Bahlen |
| Rahden       | Ströhen            | Ströhen (Wagenfeld) |
| Uchte        | Uchte              | Uchte mit den Bauerschaften Höfen, Lohe, Hamme, Osterkamp, Bülten, Bremerlohe, Dammkrug, Diede, Dierstorf, Gräsebilde, Heersekempen, Holze, Kalteschale und Kreuzkrug |
| Uchte        | Kirchdorf          | Kirchdorf, Hoysinghausen, Woltringhausen, Holzhausen, Bahrenborstel, Scharringhausen, Frestorf, Kuppendorf, Heerde, Huddestorf, Haustedt, Jenhorst, Harrienstedt, Raddestorf |
| Werther      | Werther            | Werther (Westf.), Theenhausen, Rotingdorf, Rotenhagen, Häger, Schröttinghausen, Deppendorf |
| Werther      | Spenge             | Spenge, Lenzinghausen, Hücker, Aschen |
| Werther      | Wallenbrück        | Wallenbrück, Hellgen, Baringdorf, Düttingdorf |
| Werther      | Halle              | Halle, Oldendorf, Hesseln, Eggeberg, Ascheloh, Hörste |

## Weitere Entwicklung
Die schon bis 1806 preußischen Teile des Distrikts gingen im preußischen Zivilgouvernement zwischen Weser und Rhein auf und bildeten ab 1816 den nördlichen Teil des Regierungsbezirks Minden; dabei die Kreise Rahden und Bünde ganz, den Kreis Minden überwiegend und den Kreis Halle teilweise. Der Kanton Uchte und der Nordteil des Kantons Rahden kamen zum Königreich Hannover.